# Le Combat de ma fille
Le Combat de ma fille (Girl Fight) est un téléfilm américano-canadien réalisé par Stephen Gyllenhaal et diffusé le 3 octobre 2011 sur Lifetime.

## Synopsis
Haley, une excellente lycéenne de 16 ans, voit sa vie tourner au cauchemar lorsque ses anciennes amies postent sur Internet une vidéo dans laquelle elles la passent à tabac. Brutalement, l'univers de cette adolescente s'effondre...

## Fiche technique
- Réalisation : Stephen Gyllenhaal
- Scénario : Benita Garvin
- Durée : 88 minutes
- Pays :  États-Unis,  Canada

## Distribution
- Anne Heche (VF : Virginie Ledieu) : Melissa[2]
- James Tupper (VF : Cyrille Monge) : Ray[2]
- Jodelle Ferland (VF : Adeline Chetail) : Haley
- Tess Atkins (VF : Claire Tefnin) : Alexa Simons
- Keely Purvis : Kristen
- Genevieve Buechner (en) : Lauren
- Taylor Hui : Taylor
- Caley Dimmock : Becca Lawrence
- Linda Darlow : Marylou Simons
- Chanelle Peloso : Dana
- Lanette Ware : Procureur Jane Dennett
- Lucy Jeffrey : Kiley
- Max Lloyd-Jones : Kevin
- Rady Panov (en) : Derek
- Michael Tiernan : Lonnie
- Keith MacKechnie (VF : Jean Barney) : Inspecteur Cavanaugh
- Deni DeLory : Mère de Lauren
- Judith Maxie : Juge
- Danielle Kraichy : Fille
- Christopher Jacot (en) : Brian Gilmore
- Yee Jee Tso (en) : Docteur
- Lindsay Navarro : Étudiant #1
- Sophie Lui : Journaliste #2
- Lane Edwards : Monsieur Babcock
- Dawn Chubai : Journaliste
- Revard Dufresne : Officier de police
- Dakota Daulby (en) : Lycéen

Sources et légende : Version française selon le carton de doublage français.

## Accueil
Le téléfilm a été vu par 1,008 million de téléspectateurs lors de sa première diffusion.